# JR Kyushu série 885
La série 885 (885系, 885-kei) est un type de rame automotrice exploitée par la compagnie JR Kyushu sur les services express dans le nord de Kyūshū.

## Description
La série comprend 11 exemplaires de 6 voitures fabriqués par Hitachi sur le modèle du A-train. Le design extérieur et de l'aménagement intérieur ont été réalisés par Eiji Mitooka.

## Histoire
Les premières rames sont entrées en service le 11 mars 2000 sur les services Kamome qui reliaient alors Fukuoka à Nagasaki par la ligne classique. La série remporté un Blue Ribbon Award en 2001.

## Affectation
Les rames de la série 885 sont affectées aux services Sonic sur les lignes Kagoshima et Nippō et aux services Relay Kamome, Kasasagi et Midori sur les lignes Kagoshima, Nagasaki et Sasebo.

## Galerie photos

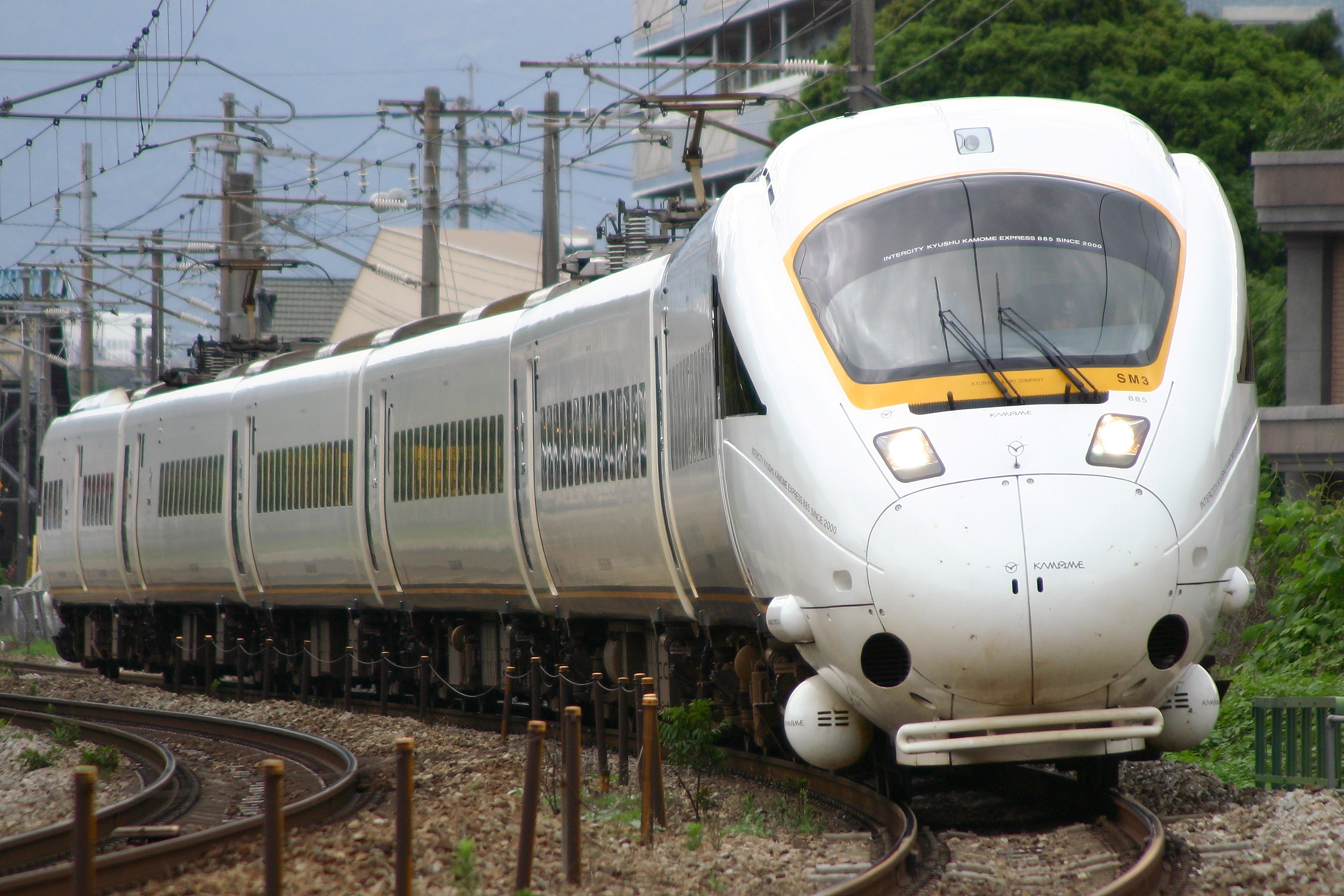
Rame en livrée d'origine.
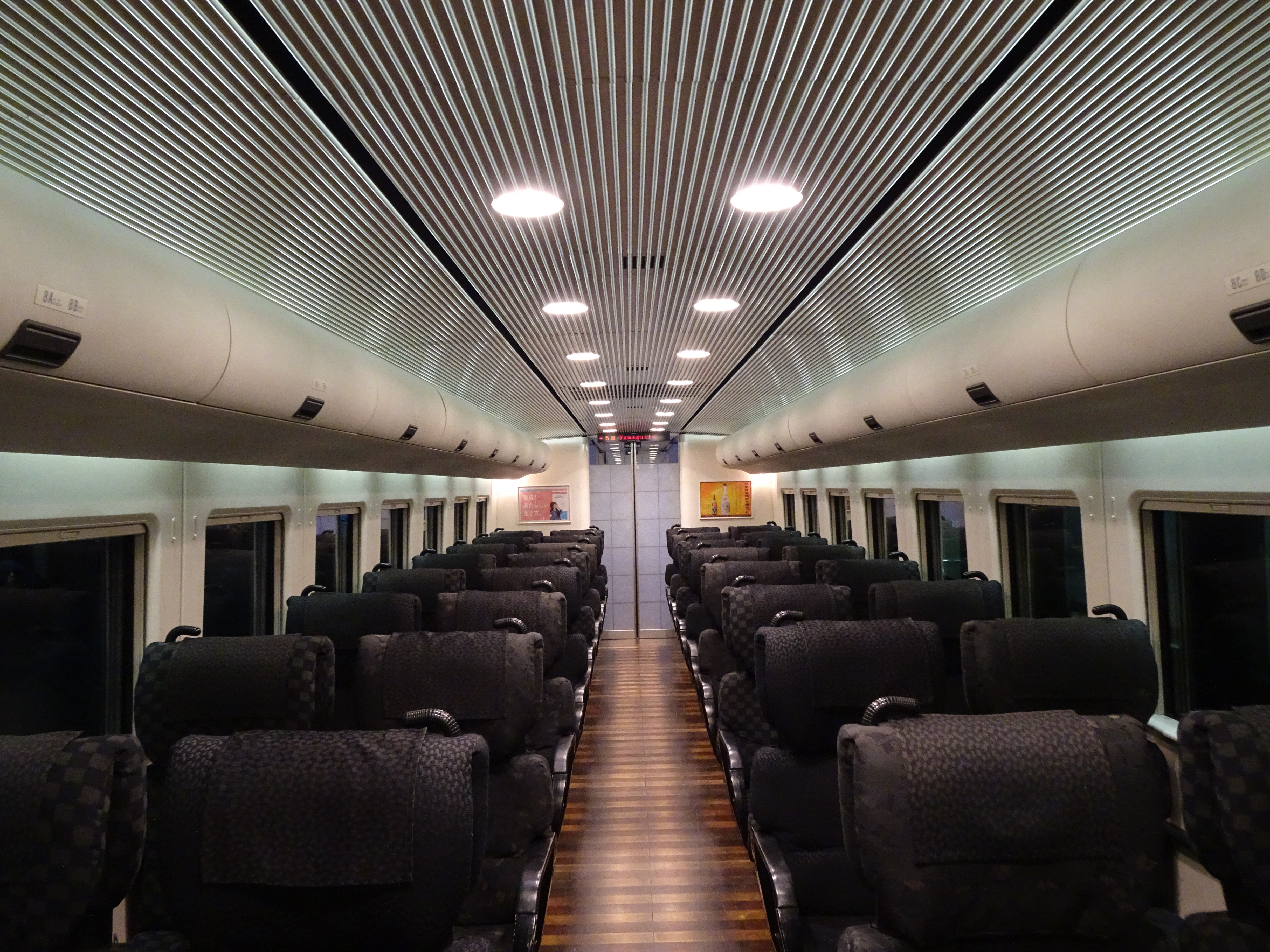
Intérieur d'une voiture de classe standard.
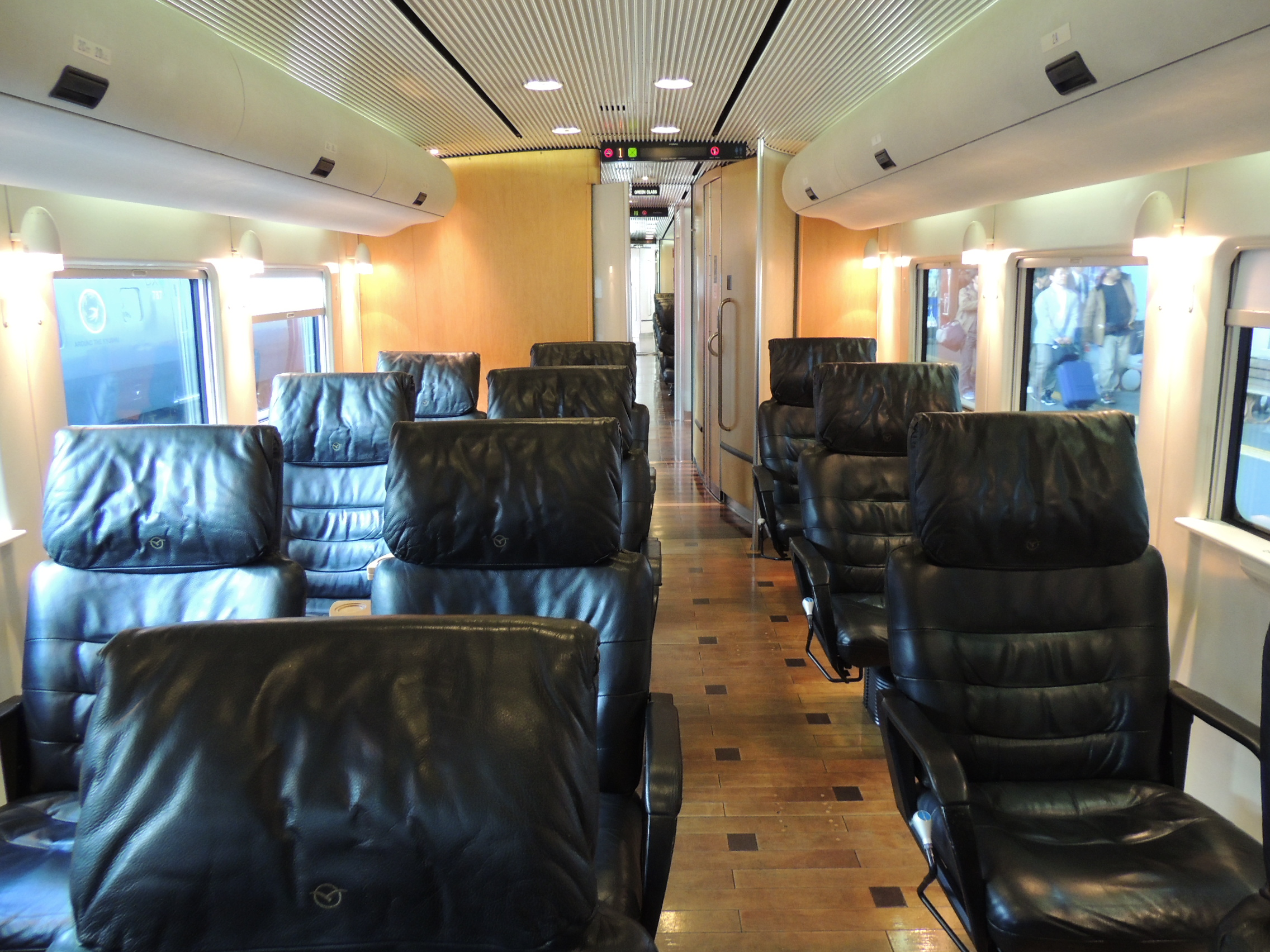
Intérieur d'une voiture de Green Class.